# Elisabeth Gmainer
Elisabeth Gmainer (1981) è un'ex sciatrice alpina austriaca.

## Biografia
Attiva dal novembre del 1996, in Coppa Europa la Gmainer esordì il 15 gennaio 2000 a Krieglach in slalom speciale, senza completare la prova, ottenne il miglior piazzamento il 29 gennaio 2004 ad Abetone in slalom gigante (24ª) e prese per l'ultima volta il via il 2 marzo successivo a Lachtal nella medesima specialità (39ª). Si ritirò al termine di quella stessa stagione 2003-2004 e la sua ultima gara fu lo slalom speciale dei Campionati austriaci 2004, disputato il 27 marzo a Gerlitzen e chiuso dalla Gmainer al 20º posto; non debuttò in Coppa del Mondo né prese parte a rassegne olimpiche o iridate.

## Palmarès

### Coppa Europa
- Miglior piazzamento in classifica generale: 162ª nel 2004

### Campionati austriaci
- 1 medaglia:
  - 1 bronzo (slalom speciale nel 1999)